# Эмму
Э́мму (эст. Emmu) — деревня в волости Ляэнеранна уезда Пярнумаа, Эстония.
До административной реформы местных самоуправлений Эстонии 2017 года входила в состав волости Коонга (упразднена).

## География и описание
Расположена в 35 км к северо-западу от уездного центра — города Пярну. Высота над уровнем моря — 18 метров. Западная граница деревни проходит по реке Ванамыйза.  
Климат умеренный. Официальный язык — эстонский. Почтовый индекс — 88405.

## Население
По данным переписи населения 2021 года, в Эмму насчитывалось 25 жителей,  все — эстонцы.
По данным переписи населения 2011 года, в деревне проживали 19 человек, также все — эстонцы.
Численность населения деревни Эмму по данным переписей населения:
| Год  | 1959 | 1970 | 1979 | 1989 | 2000 | 2011 | 2021 |
| ---- | ---- | ---- | ---- | ---- | ---- | ---- | ---- |
| Чел. | 92   | ↘ 90 | ↘ 56 | ↘ 44 | ↘ 37 | ↘ 19 | ↗ 25 |

## История
В источниках 1500-х годов упоминается Hemo, 1534 года — Wacca Henno, 1565 года — Hemmoby.   
На военно-топографических картах Российской империи (1846–1863 годы), в состав которой входила Эстляндская губерния, деревня обозначена как Эммо. В источниках 1913 года деревня также называется Эммо (нем. Emmo), 1922 года — Ойдерма-Эмму (эст. Oiderma-Emmu).
До земельной реформы 1919 года деревня принадлежала рыцарской мызе Вельц (нем. Weltz, Велтса, эст. Veltsa mõis). Северо-восточная часть Эмму носит название Арукюла (эст. Aruküla, также Эмму-Арукюла), в 1920-х годах это была самостоятельная деревня Ару (эст. Aru).
В деревне находится кладбище Михкли, внесённое в Государственный регистр памятников культуры Эстонии как . Лютеранская церковь Михкли расположена на территории соседней деревни Михкли ().

Советский памятник на братской могиле павших во II мировой войне в Эмму. Демонтирован в 2022 году

В советское время территория деревни относилась к совхозу «Ойдермаа». Здесь располагалась Соонтагаская сельская поликлиника.
В 1960-е годы на находящейся на кладбище Михкли братской могиле павших во Второй мировой войне (историчесекий памятник с 1997 до 2023 года), был установлен памятник с надписью «Вечная слава героям, павшим в боях за свободу и независимость Советской Родины 1941—1945». Здесь захоронены 12 советских активистов, расстрелянных фашистами, все имена известны. В протоколе от 30 ноября 2022 года рабочая группа по советским памятникам при Госканцелярии Эстонии (РГСП) признала памятник «красным монументом», подлежащим демонтажу и замене на нейтральный. Памятник был незаконно демонтирован до даты публикации протокола РГСП (см. Список советских военных памятников Эстонии).